# Ángel Pulgar
Pour les articles homonymes, voir Pulgar (homonymie).
Pulgar  Araujo est un nom espagnol. Le premier nom de famille, en général paternel, est Pulgar ; le second, en général maternel, souvent omis, est Araujo.
Ángel Ramiro Pulgar Araujo, né le 7 février 1989 à Barquisimeto, est un coureur cycliste vénézuélien. Spécialiste des disciplines de la vitesse, il a participé aux Jeux olympiques de 2012 et a été médaillé d'or en vitesse par équipes aux Jeux panaméricains de 2011. Il détient, par ailleurs, le record panaméricain du kilomètre départ arrêté en 59 s 743.

## Repères biographiques
Il commence le cyclisme sur piste sur les installations du vélodrome Héctor Alvarado de Barquisimeto, sa ville natale. En 2007, il est le premier Vénézuélien à ramener d'un championnat du monde, une médaille. Mais paradoxalement ce n'est pas dans sa discipline de prédilection, le kilomètre, qu'il obtient sa médaille de bronze. L'entraîneur de la sélection nationale avait eu la hardiesse de l'aligner dans la course scratch des championnats du monde juniors d'Aguascalientes, pariant sur ses capacités de résistance, dans cette compétition de longue haleine.
Il a détenu le record panaméricain du kilomètre départ arrêté, après sa victoire lors des championnats panaméricains 2014 de la spécialité, devenant le premier Vénézuélien à descendre sous la minute dans cet exercice.

## Palmarès sur piste

### Jeux olympiques
- Londres 2012
  - 9e de la vitesse par équipes (avec Hersony Canelón et César Marcano)[2].
- Rio 2016
  - 8e de la vitesse par équipes (avec Hersony Canelón et César Marcano)
  - 21e du keirin

### Championnats du monde
- Aguascalientes 2007
  -  Médaillé d'argent du scratch juniors
- Apeldoorn 2011
  - 13e du keirin[3] (éliminé au repêchage du premier tour[4]).
  - 14e de la vitesse par équipes (éliminé au tour qualificatif)[5].
- Melbourne 2012
  - 8e de la vitesse par équipes (éliminé au tour qualificatif)[6]
- Saint-Quentin-en-Yvelines 2015
  - 9e de la vitesse par équipes (éliminé au tour qualificatif)
  - 34e de la vitesse individuelle[7]
- Londres 2016
  - 10e de la vitesse par équipes
- Pruszków 2019
  - 24e de l'omnium

### Coupe du monde
- Coupe du monde 2011-2012
  - 3e de la vitesse par équipes à Cali (avec Hersony Canelón et César Marcano)[8]
- Coupe du monde 2012-2013
  - 3e de la vitesse par équipes à Cali (avec Juan Orellana et César Marcano)[9]

| - Aguascalientes 2010 - Médaillé d'argent de la vitesse par équipes (avec Hersony Canelón et César Marcano) - Médaillé de bronze du kilomètre - Medellín 2011 - Médaillé d'or du kilomètre - Médaillé de bronze de la vitesse par équipes (avec Hersony Canelón et César Marcano) - 11e du keirin - Éliminé en 1/16e de finale de la vitesse individuelle - Mar del Plata 2012 - Médaillé de bronze de la vitesse par équipes (avec Hersony Canelón et César Marcano) - Mexico 2013 - Médaillé d'or de la vitesse par équipes (avec Hersony Canelón et César Marcano) - Médaillé d'argent du kilomètre - 8e de la vitesse individuelle - Aguascalientes 2014 - Médaillé d'or du kilomètre - Médaillé d'or de la vitesse par équipes (avec Hersony Canelón et César Marcano) - Santiago 2015 - Médaillé d'or de la vitesse par équipes (avec Hersony Canelón et César Marcano) - Médaillé d'argent du kilomètre - Aguascalientes 2018 - Médaillé d'or de l'omnium - Cinquième de la poursuite par équipes - Abandon lors de la course scratch - Cochabamba 2019 - Septième de l'omnium - Lima 2022 - Médaillé de bronze de l'omnium | - Guadalajara 2011 - Médaillé d'or de la vitesse par équipes (avec Hersony Canelón et César Marcano) - Toronto 2015 - Médaillé d'argent de la vitesse par équipes - Santiago 2014 - Médaillé d'or de la vitesse par équipes (avec Hersony Canelón et César Marcano) - Cochabamba 2018 - Médaillé d'argent de l'omnium - Médaillé de bronze de la poursuite par équipes - Mayagüez 2010 - Médaillé d'or de la vitesse par équipes (avec Hersony Canelón et César Marcano) - Médaillé d'argent du kilomètre - Veracruz 2014 - Médaillé d'or de la vitesse par équipes (avec Hersony Canelón et César Marcano) - Médaillé d'argent du kilomètre - Cinquième de la vitesse individuelle - Barranquilla 2018 - Médaillé d'or du scratch - Médaillé d'argent de la poursuite par équipes - San Salvador 2023 - Médaillé de bronze de la poursuite par équipes |

### Jeux bolivariens
- Valledupar 2022
  -  Médaillé d'argent de la course à l'américaine
  -  Médaillé de bronze de la poursuite par équipes

### Championnats du Venezuela
- Valencia 2012
  -  Médaillé d'or de la vitesse par équipes (avec Jhonny Araujo et Giovanny Mendez)[17]
  -  Médaillé d'or du kilomètre[17]
  -  Médaillé d'or de la vitesse[18]
  -  Médaillé de bronze du keirin[18]
- 2013
  -  Médaillé d'or de la vitesse par équipes (avec Juan Orellana et Giovanny Mendez)
  -  Médaillé d'or du kilomètre
- Valencia 2014
  -  Médaillé d'or du kilomètre
  -  Médaillé d'argent de la vitesse[19]
  -  Médaillé de bronze du keirin
- San Cristóbal 2015
  -  Médaillé d'or de la vitesse par équipes (avec Juan Orellana et Alberto Vargas)[20]
  -  Médaillé d'or du kilomètre[21]
  -  Médaillé d'argent du keirin[22]
  -  Médaillé d'argent de la vitesse[23]
- Carabobo 2016
  -  Médaillé d'or de la poursuite par équipes (avec Leonardo Torres, Luis Mendoza et José Ramos)[24]

## Palmarès sur route
- 2011
  - Classique de l'anniversaire de la fédération vénézuélienne de cyclisme
- 2016
  - 1re étape du Tour du Zulia
  - 2e du Tour du Zulia
- 2017
  - 6e étape du Tour du Venezuela
- 2021
  - 2e du championnat du Venezuela sur route
  - 2e du Tour du Zulia